# Museu Estatal de Amesterdão

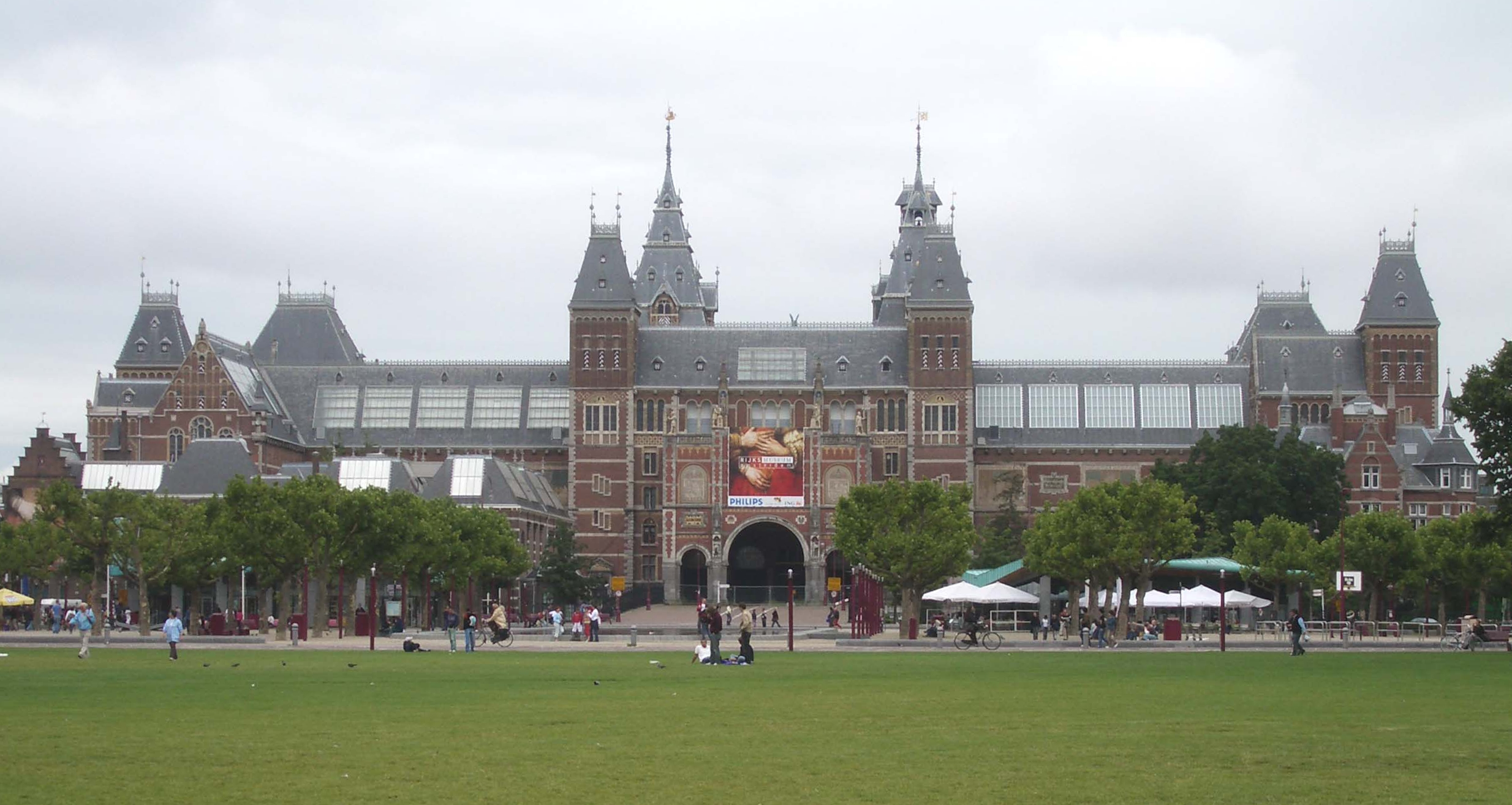
Rijksmuseum

Rembrandt van Rijn: A Ronda Noturna (1642)

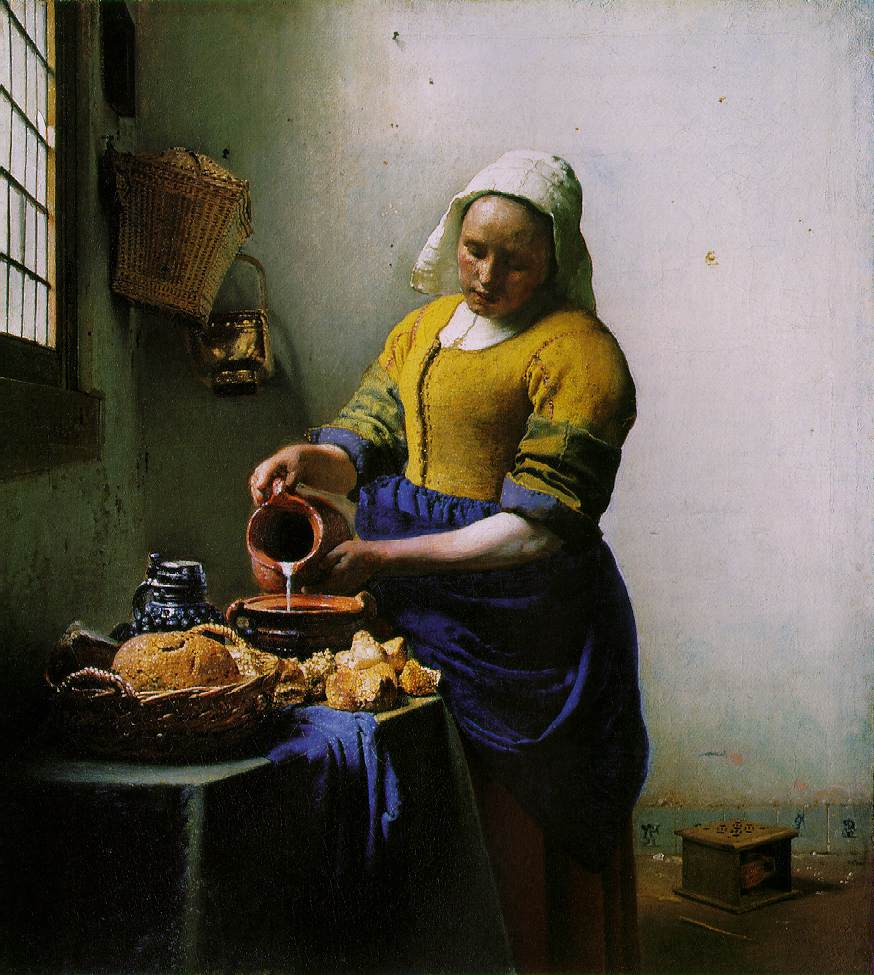
Johannes Vermeer: A leiteira (1658-1660)

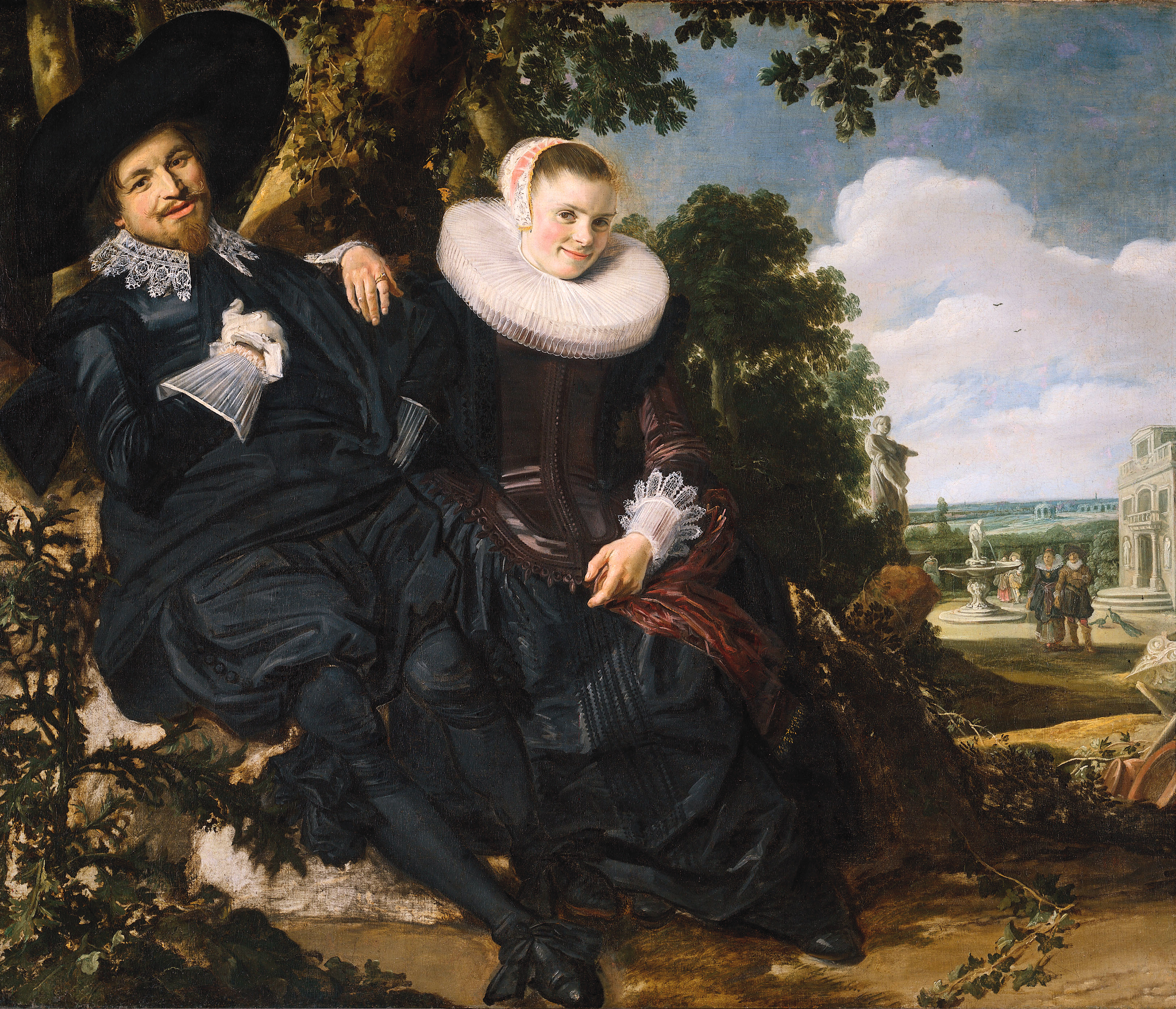
Frans Hals: Retrato de um jovem casal

O Rijksmuseum (“Museu do Estado”, em holandês) é o museu nacional dos Países Baixos, localizada em Amsterdã na Praça dos Museus. O Rijksmuseum é dedicado à artes e história. Ele tem uma larga coleção de pinturas da idade de ouro neerlandesa e uma substancial coleção de arte asiática.

## História

### Fundação
O museu foi fundado em 1800 na cidade da Haia para exibir a coleção do primeiro-ministro. Foi inspirado no exemplo francês. Pelos neerlandeses ficou conhecida como Galeria de Arte. Em 1808 o museu mudou-se para Amesterdã pelas ordens do rei Louis Napoleón, irmão de Napoleão Bonaparte. As pinturas daquela cidade, como A Ronda Nocturna de Rembrandt, tornaram-se parte da coleção.
Em 1885 o museu mudou-se para sua localização atual, construído pelo arquiteto neerlandês Pierre Cuypers. Ele combinou elementos góticos e renascentistas. O museu tem uma posição proeminente na Praça dos Museus, próximo ao Museu van Gogh e ao Museu Stedelijk.
A construção é ricamente decorada com referências da história da arte neerlandesa. A Ronda Nocturna de Rembrandt tem seu próprio corredor no museu desde 1906. Em 2003, o museu é fechado para restaurações, mas as obras-primas são constantemente apresentadas ao público.

### Reforma
De 2003 a 2013, o local passa por um programa de reformas assinado pelo escritório espanhol de arquitetura comandado por Antonio Cruz e Antonio Ortiz. As obras consistem em intervenções focadas em espacialidade, restauro e iluminação, que recuperam a coerência do projeto arquitetônico original (alterado ao longo dos anos) e, ao mesmo tempo, permitem que o Rijksmuseum, concebido no Século XIX, se torne um museu do Século XXI.
Entre os destaques da nova infraestrutura estão, por exemplo, seu amplo e iluminado hall de entrada, originado a partir da integração de antigos pátios internos, e a criação de um pavilhão asiático, com objetos e obras de arte da China, Japão, Indonésia, Índia, Vietnã e Tailândia, que datam de 2000 a.C. a 2000 d.C. 
Na reabertura, além das novas instalações, o Rijksmuseum apresenta também novos contornos curatoriais: 800 anos da história e da arte dos Países Baixos passam a ser apresentados num contexto internacional e numa linha cronológica distribuída por quatro pisos e 80 salas. Ao todo, estão em exposição cerca de 8 mil itens, como pinturas, gravuras, desenhos, fotografias, prataria, porcelana, móveis, joias, armas, roupas e outros objetos do passado. A superfície total do museu chega a 30 mil metros quadrados.
Entre os destaques do acervo de obras de arte estão A Ronda Noturna, de Rembrandt (1642); A Leiteira, de Johannes Vermeer (1660); e Retrato do casal Isaac Abrahamsz Massa e Beatrix van der Laen, de Frans Hals (1622).

## Acervo parcial

### Rembrandt van Rijn
- A Ronda Nocturna
- Os síndicos da guilda dos fabricantes de tecidos
- A noiva judia
- A lição de Anatomia do Dr. Deyman
- Pedro negando Cristo
- Saskia com um véu
- Retrato de Titus em hábito de monge
- Auto-retrato como Apóstolo Paulo
- Tobias, Ana e o Bode

## Galeria

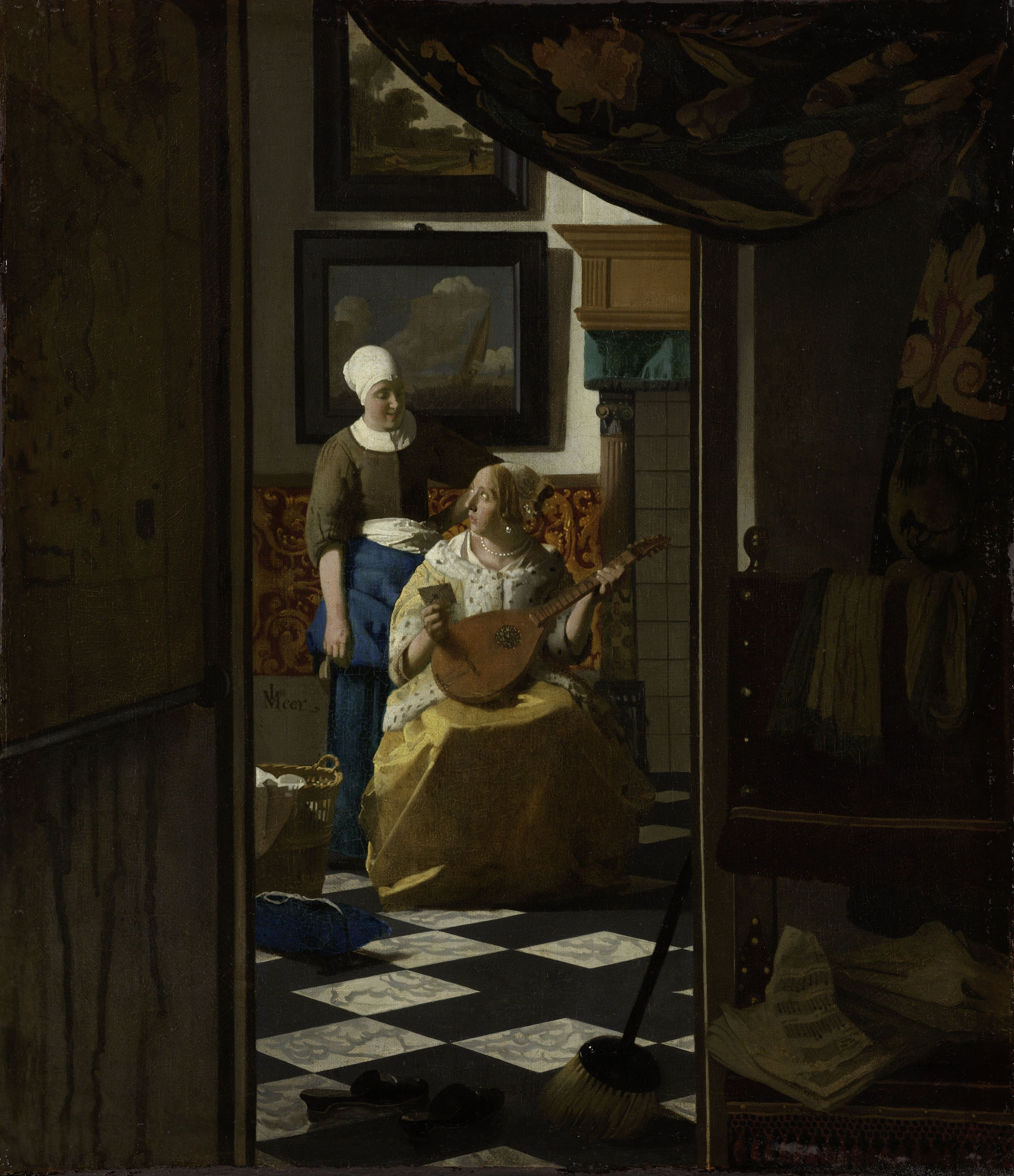
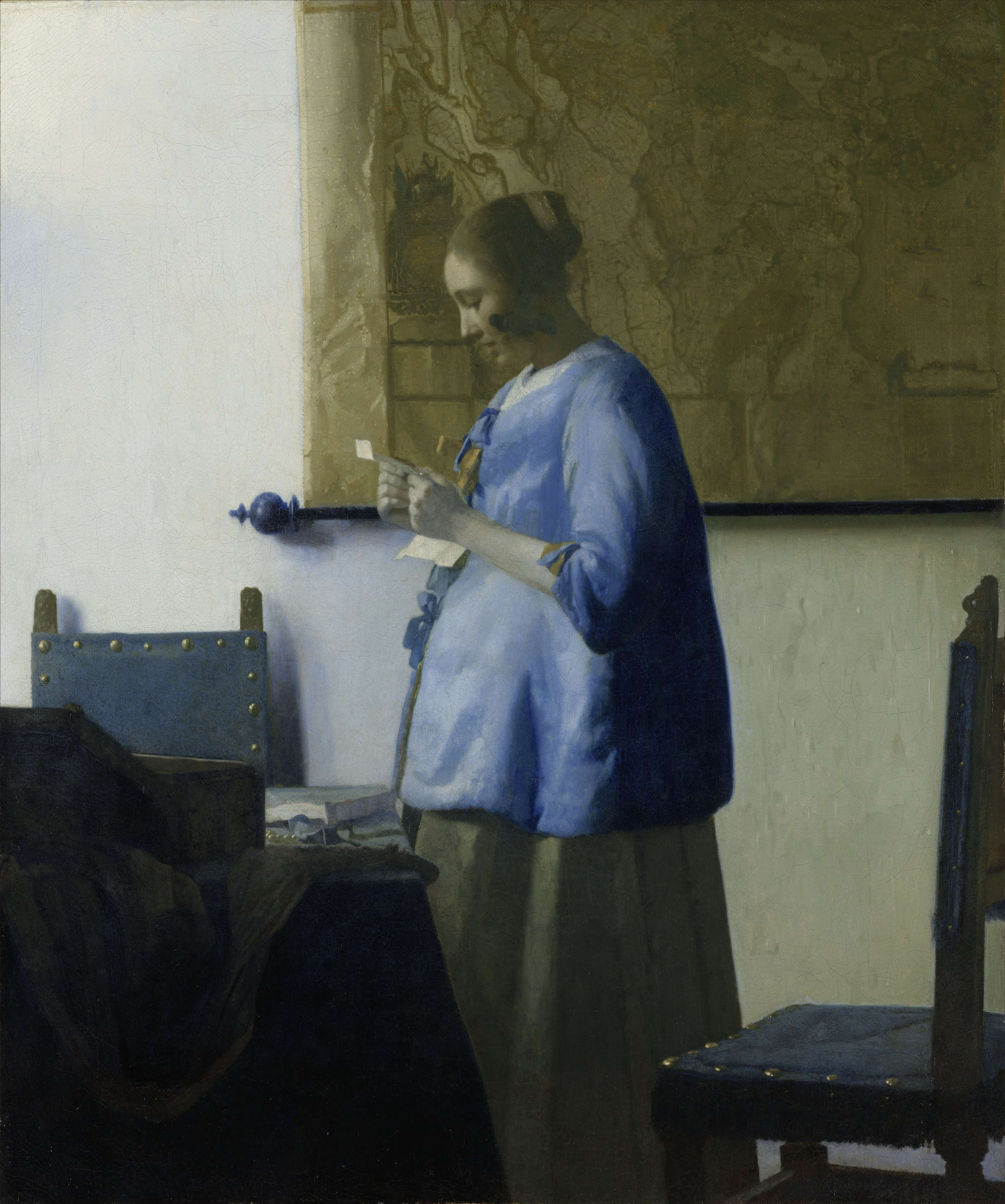
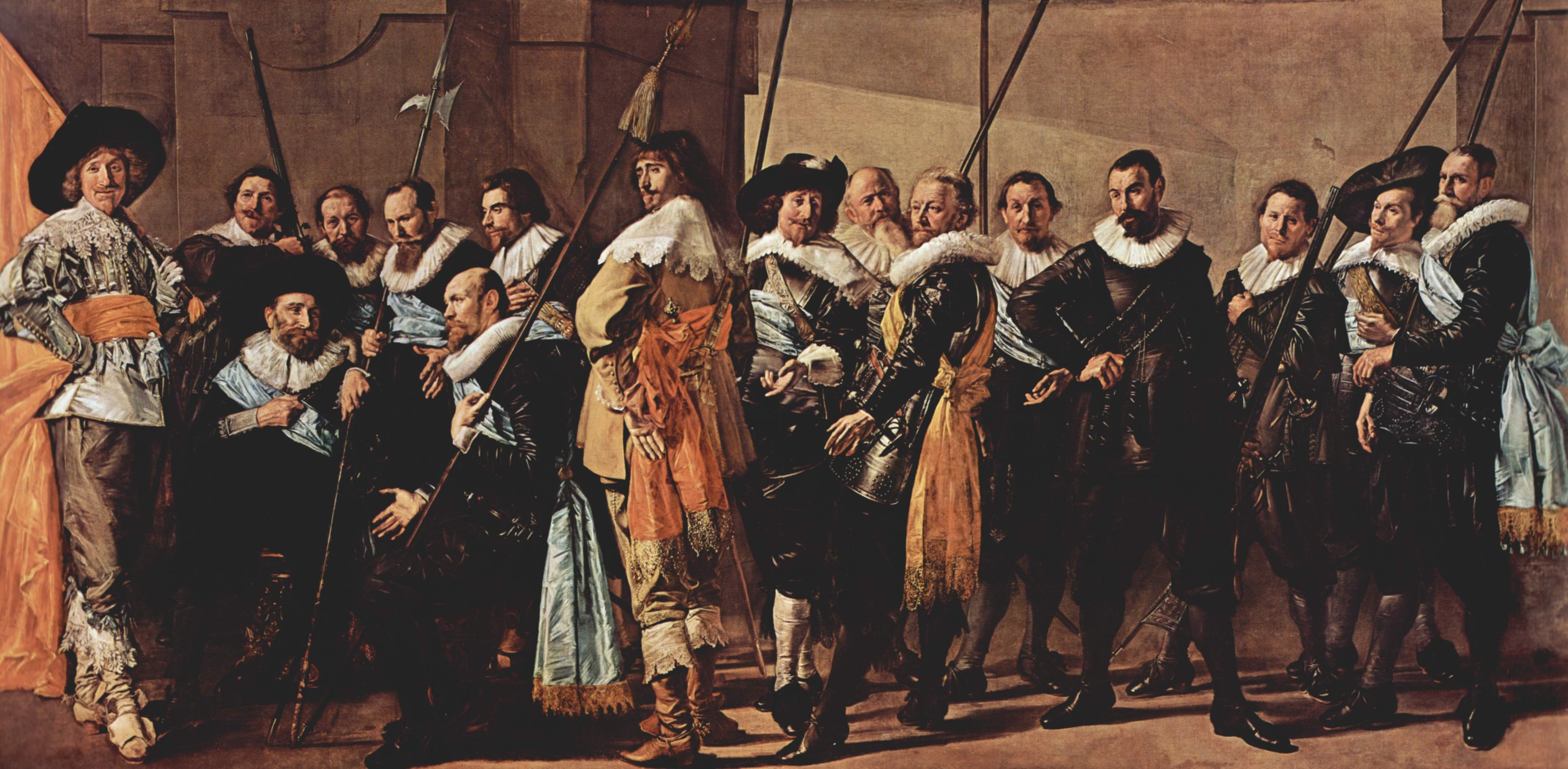
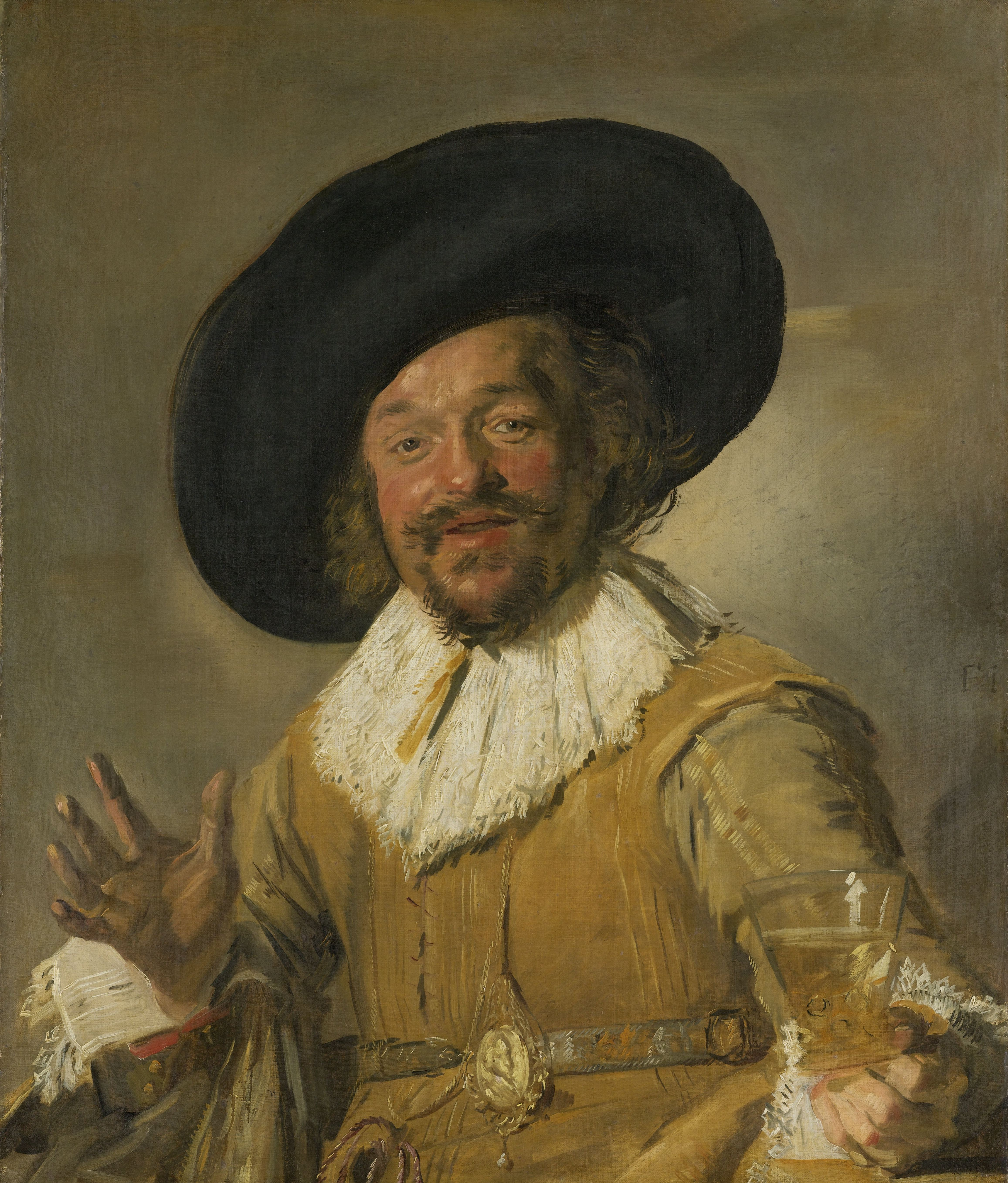
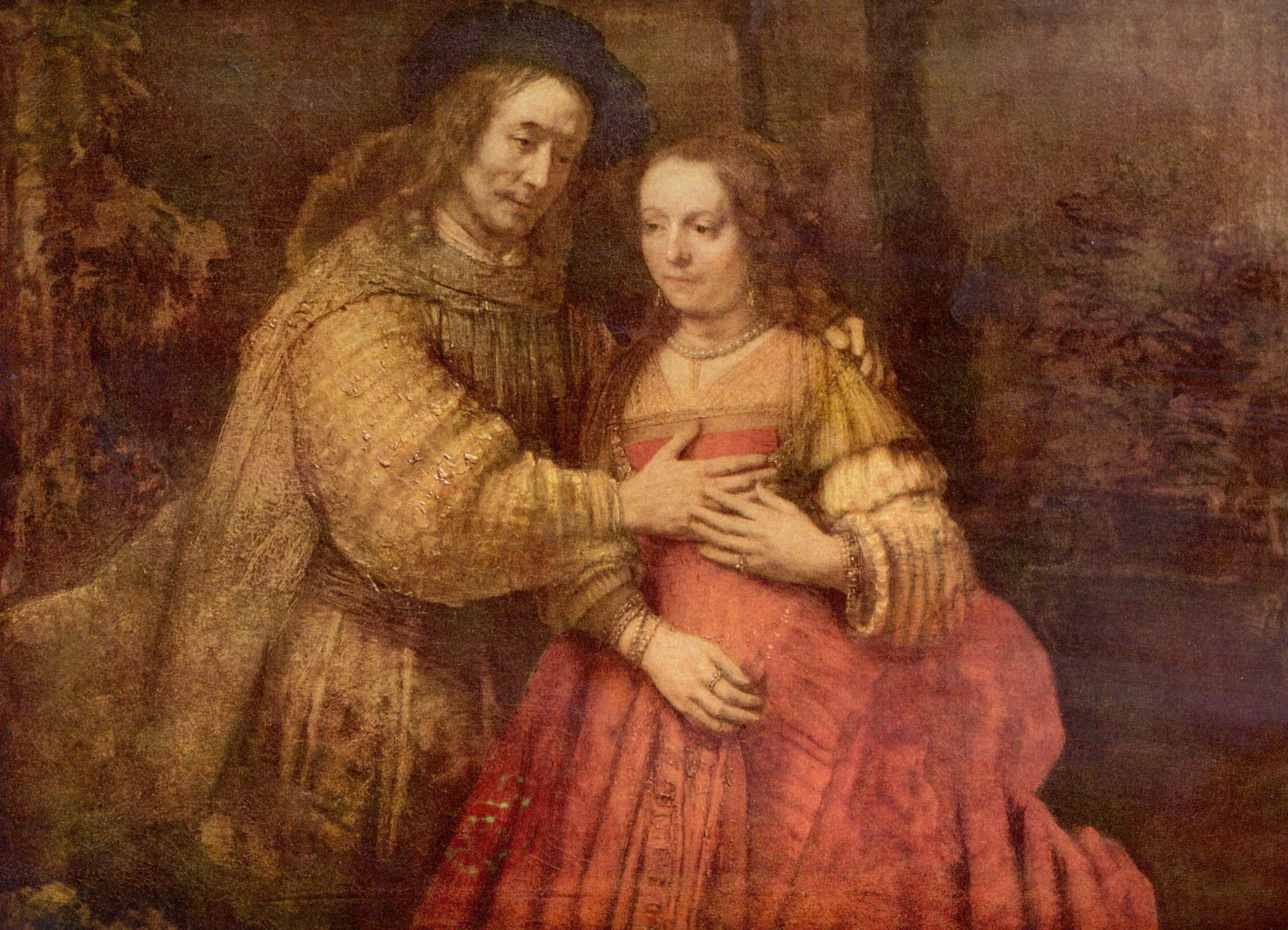
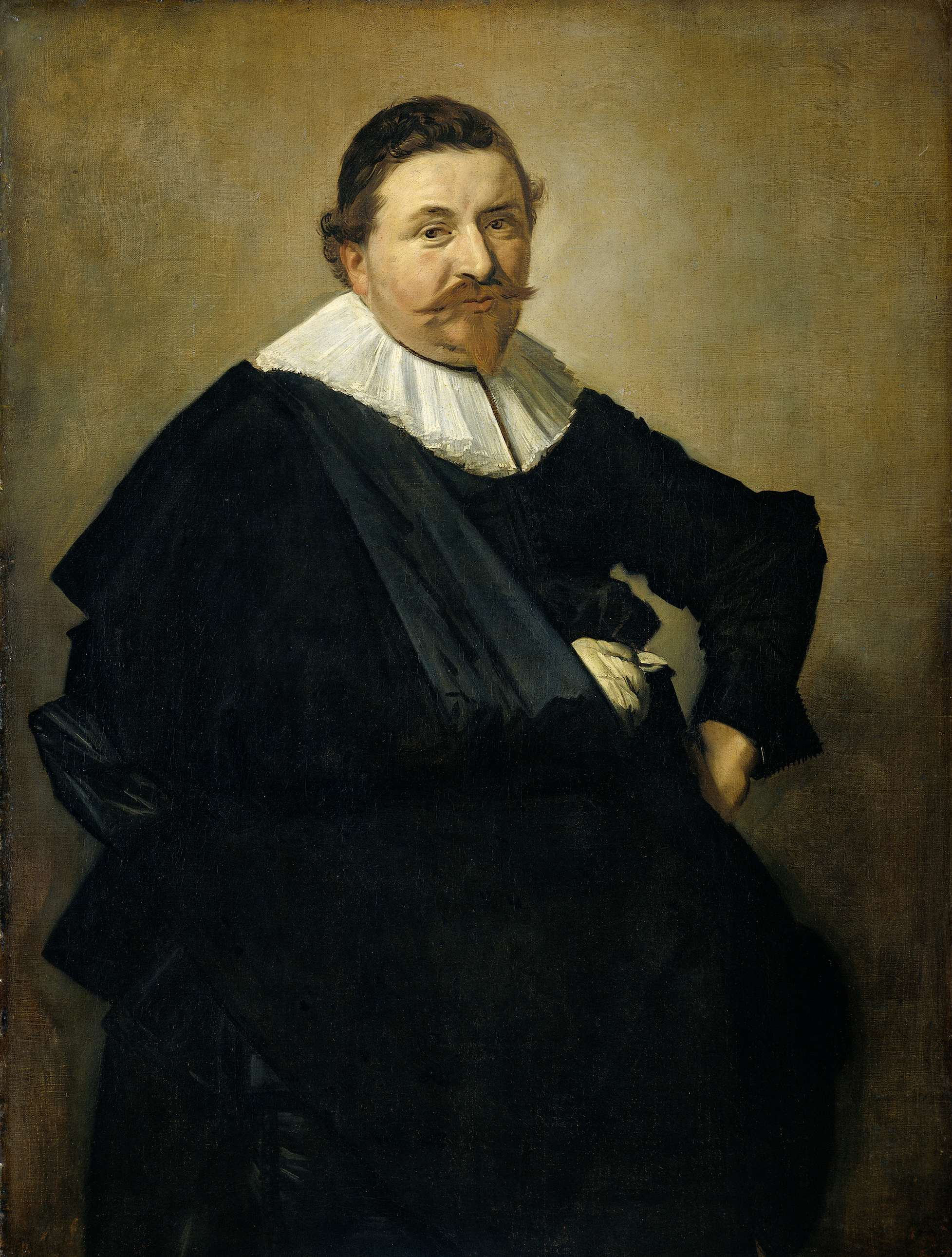
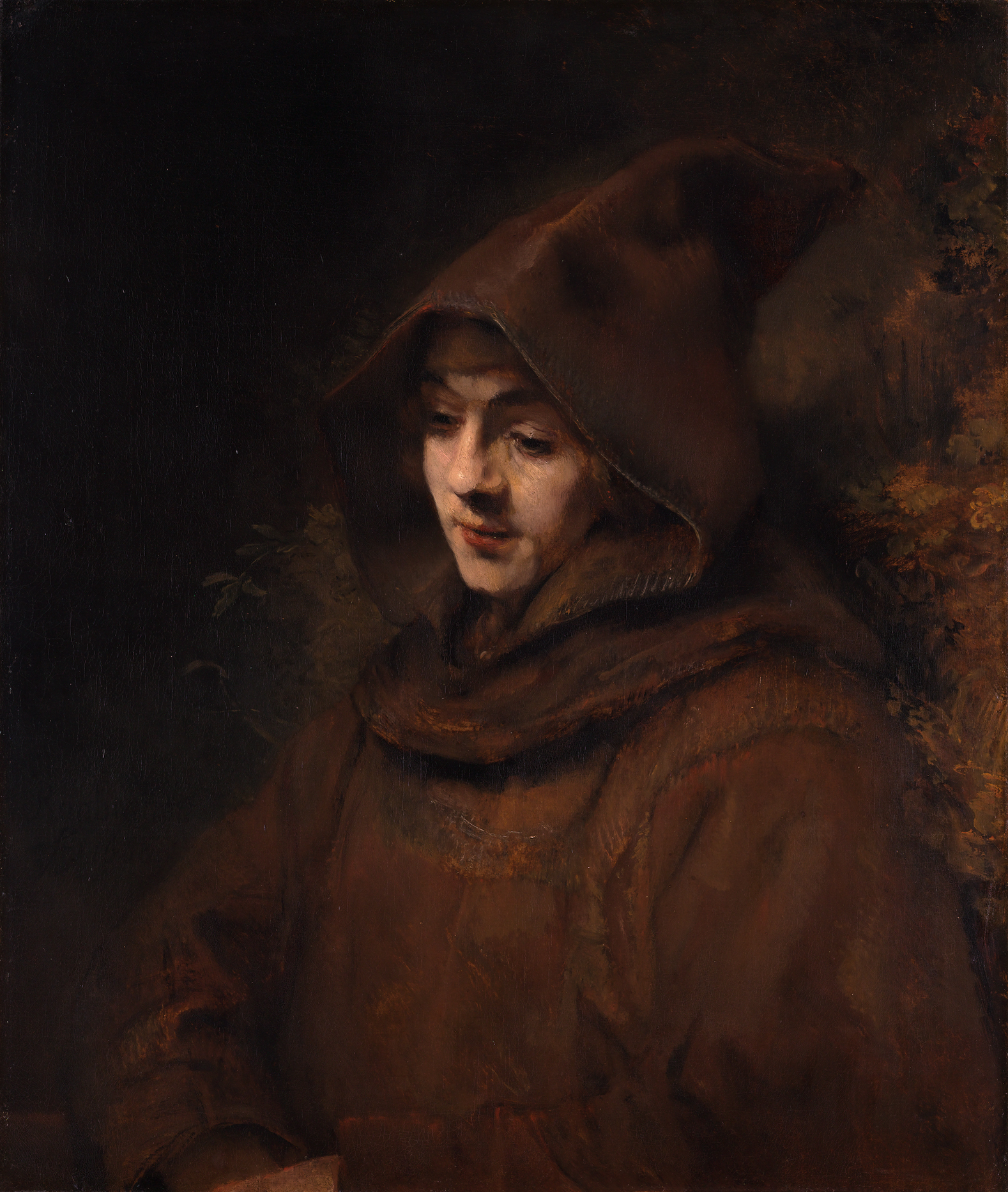
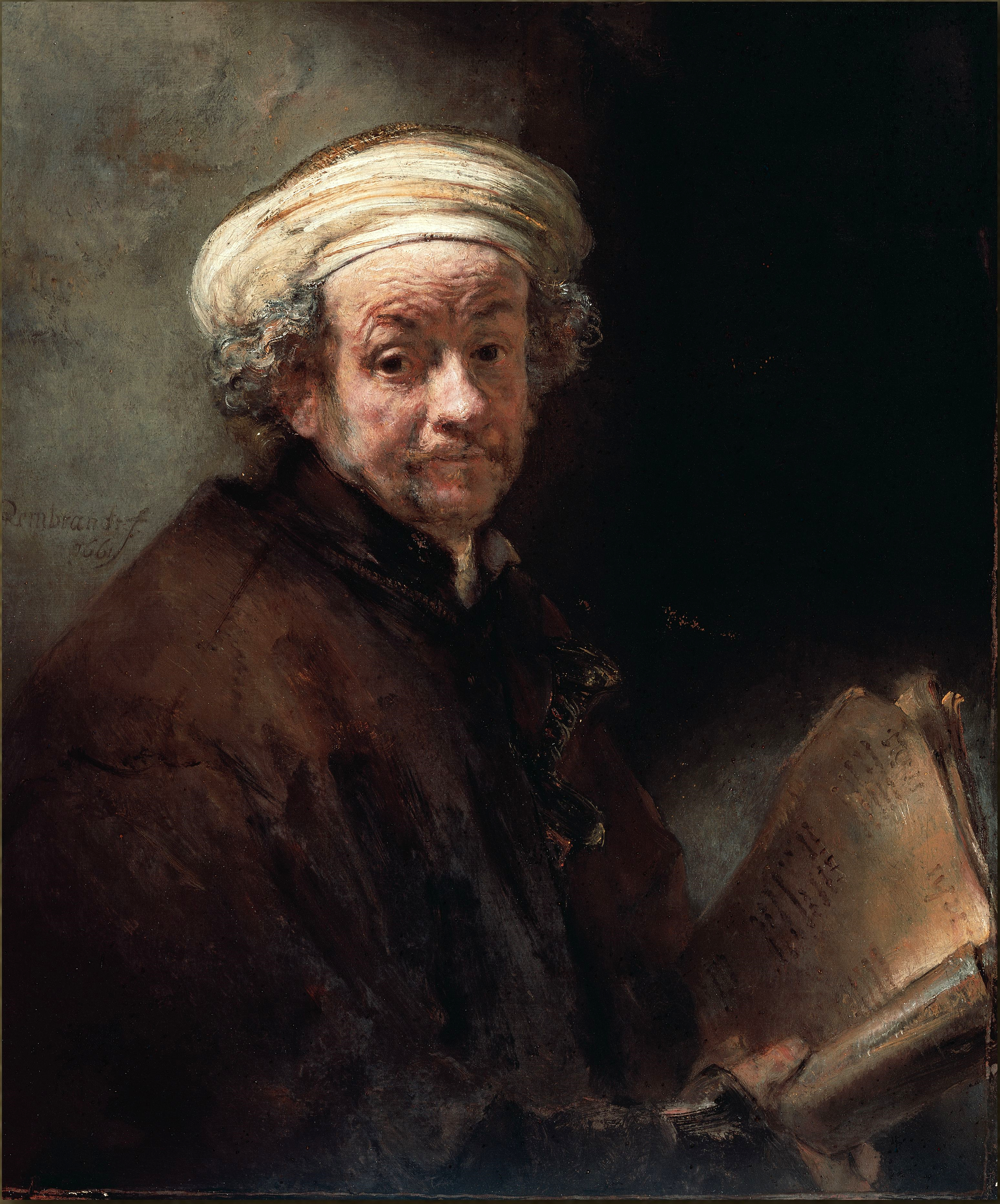

### Johannes Vermeer
- A Leiteira
- A Carta de Amor
- Mulher de Azul a ler uma carta
- A Rua pequena

### Frans Hals
- Retrato de um jovem casal
- A Companhia Reynier Real
- O bebedor alegre
- Retrato de Lucas De Clercq
- Retrato de Nicolaes Hasselaer
- Retrato de um homem

## Na cultura popular
Lançado em 2022, o jogo eletrônico Mario Kart 8 Deluxe inclui um trajeto amsterdamense que passa perto de contruções históricas como a Estação Amsterdam Centraal, o Palácio Real de Amesterdão e o Rijksmuseum.